# Āmqān
Āmqān (persiska: آمقان, امقان) är en ort i Iran.   Den ligger i provinsen Östazarbaijan, i den nordvästra delen av landet, 500 km nordväst om huvudstaden Teheran. Āmqān ligger 2 082 meter över havet och antalet invånare är 794.
Terrängen runt Āmqān är huvudsakligen kuperad, men åt sydost är den bergig.Runt Āmqān är det tätbefolkat, med 459 invånare per kvadratkilometer. Närmaste större samhälle är Oskū, 15,5 km nordväst om Āmqān. Trakten runt Āmqān består i huvudsak av gräsmarker.